# Alliance pour un nouveau Kosovo
L’Alliance pour un nouveau Kosovo (Aleanca Kosova e Re, AKR, en albanais) est un parti politique kosovar de tendance libérale, fondé le 17 mars 2006 par l'homme d'affaires Behgjet Pacolli.

## Histoire électorale

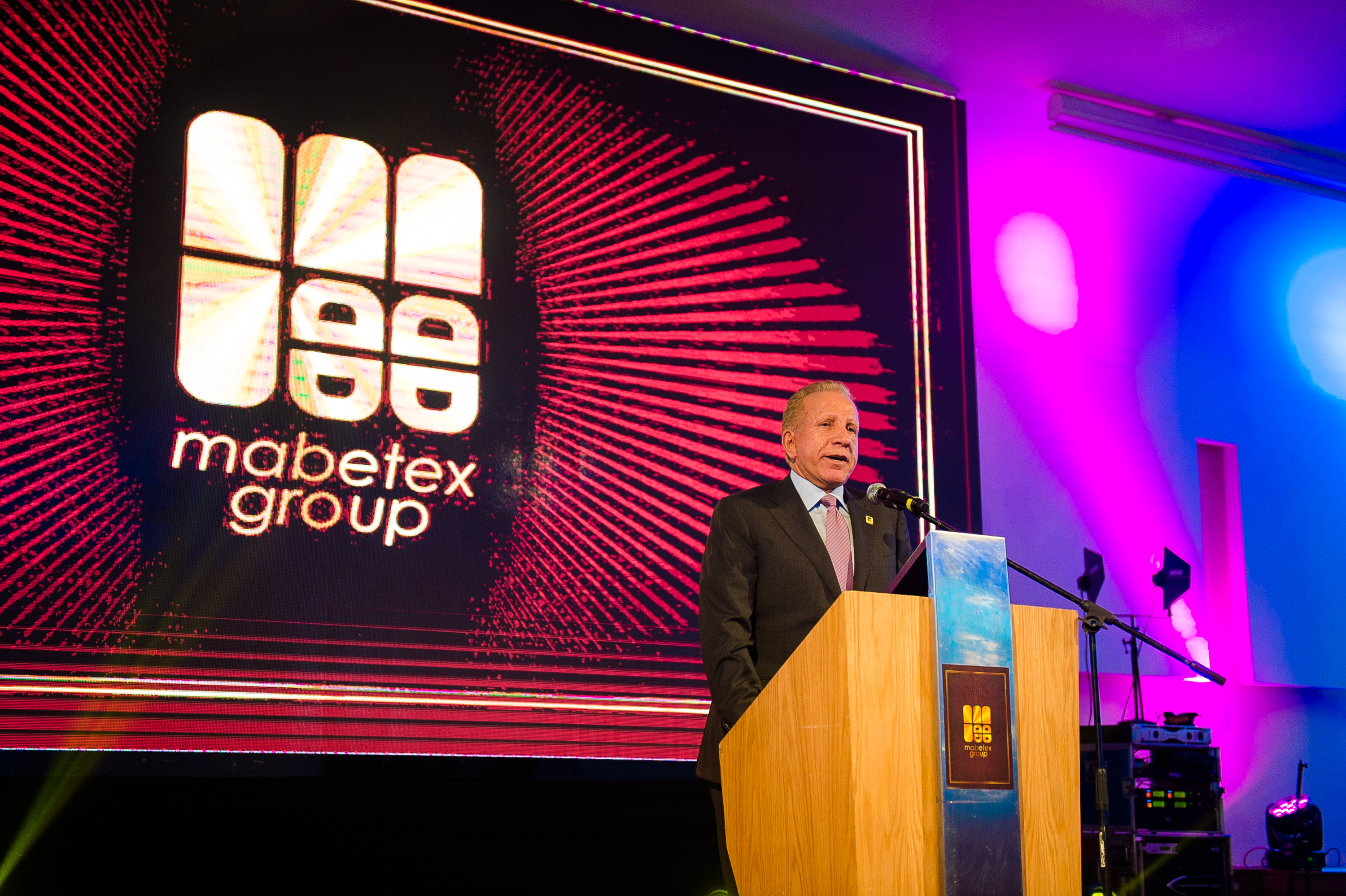
Behgjet Pacolli, fondateur du parti, à l'occasion du 25ème anniversaire de son entreprise d'ingénierie civil et de construction, Mabetex.

Aux élections de 2007, il remporte 13 députés sur 120 à l'Assemblée du Kosovo et devient alors le premier parti d'opposition à la suite de la formation d'une coalition gouvernementale entre le Parti démocratique du Kosovo (PDK) et la Ligue démocratique du Kosovo (LDK). L'AKR perd toutefois cinq élus lors des élections anticipées de 2010. Elle forme ensuite une alliance avec le PDK qui permet l'élection de son président et fondateur, Behgjet Pacolli, à la présidence de la République le 22 février 2011. Ce dernier démissionne alors du parti, afin de se mettre en conformité avec les dispositions de la Constitution.

## Élections de l'Assemblée du Kosovo
| Année | Voix    | %     | Sièges   | Rang | Position            |
| ----- | ------- | ----- | -------- | ---- | ------------------- |
| 2007  | 70 165  | 12,27 | 13 / 120 | 3e   |                     |
| 2014  | 34 170  | 4,67  | 0 / 120  | 6e   | Extra-parlementaire |
| 2017  | 185 884 | 25,53 | 4 / 120  | 3e   | Haradinaj II        |
| 2019  | 42 083  | 5,00  | 2 / 120  | 6e   | Opposition          |
| 2021  | 110 978 | 12,65 | 1 / 120  | 3e   |                     |